# Norra Unnaryd
För andra betydelser, se Norra Unnaryd (olika betydelser).
Norra Unnaryd är en bebyggelse i Jönköpings kommun och kyrkbyn i Norra Unnaryds socken, cirka 35 km sydväst om Jönköping. Den centrala bebyggelsen är av SCB avgränsad till en småort.
Strax öster om orten möts riksväg 26 (Nissastigen) och länsväg 156. I Norra Unnaryd finns ett sågverk som ägs av Södra Skogsägarna. I en bebyggelse i orten,men strax väster om småorten ligger Norra Unnaryds kyrka.